# Leptocera duplicata
Leptocera duplicata är en tvåvingeart som beskrevs av Richards 1955. Leptocera duplicata ingår i släktet Leptocera och familjen hoppflugor. Inga underarter finns listade i Catalogue of Life.